# Luxembourg-i Amerikai Temető és Emlékhely
A Luxembourg-i Amerikai Temető és Emlékhely területén több mint ötezer, a második világháború alatt Európában elesett amerikai katonát temettek el. Itt található George Patton tábornok sírja is.

## A temető
A temetőt 1944. december 29-én alapította meg az amerikai harmadik hadsereg, miközben az Ardennekben még heves csata zajlott a bekerített szövetségesek és a németek között. A közeli Luxembourg városban volt George Patton tábornok főhadiszállása.
Az E29-es út közelében, Luxembourg-tól néhány kilométerre keletre, Hamm közelében található sírkert területe mintegy 20,4 hektár (a 6,8 hektárnyi parkot kb. kétszer ekkora erdő veszi körül). A temető kapuja a kápolnához vezet, amely egy kő teraszon áll. Közelében két kőpilon található, amely a nyugati hadszíntér legfontosabb csatáit mutatja be, illetve felsorolja 371 amerikai katona nevét, aki eltűnt az ütközetekben. Tizenkilenc név mellett kicsi bronzkokárda látható, mivel az ő földi maradványaikat azonosították a pilonok felállítása óta. A kapuktól balra található az információs központ.
A sírkertben 5073 amerikai katona nyugszik, sokan az ardenneki offenzíva és a Rajna felé történő előrenyomulás során vesztették életüket. Itt temették el George Pattont is, akinek földi maradványait Heidelbergből szállították át a temetőbe. A sírokon egyforma márványkeresztek, illetve az izraelitákén Dávid-csillaggal ellátott fejfák állnak. Utóbbiból 122 található. A temetőben 22 testvérpár és egy asszony, Nancy Jane Leo ápolónő nyugszik.

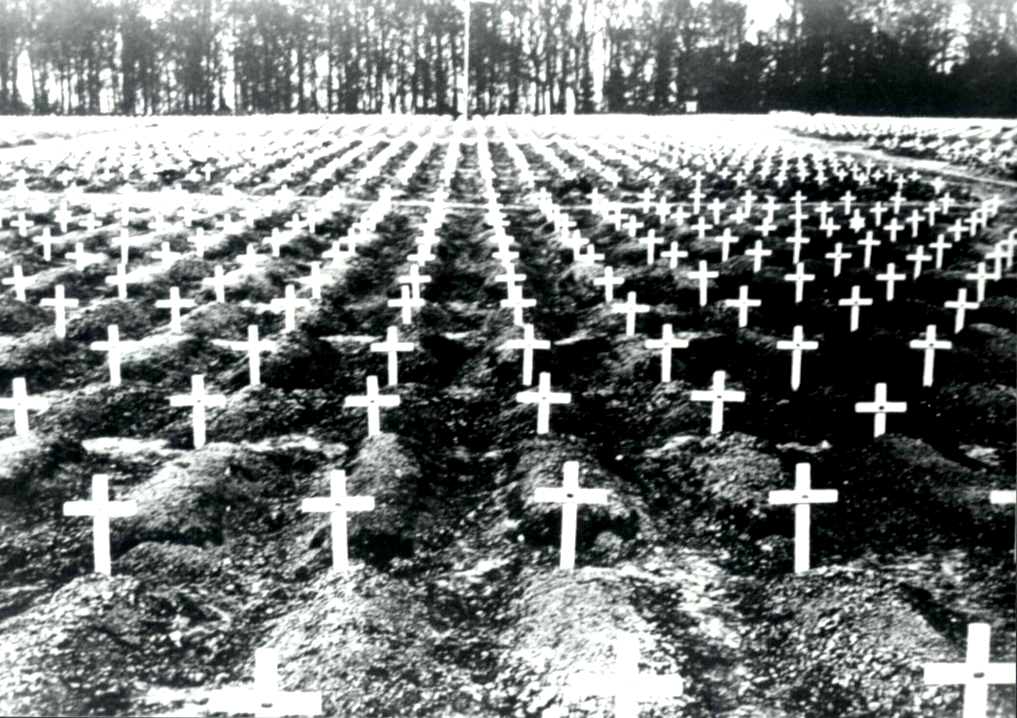
A temető 1945-ben
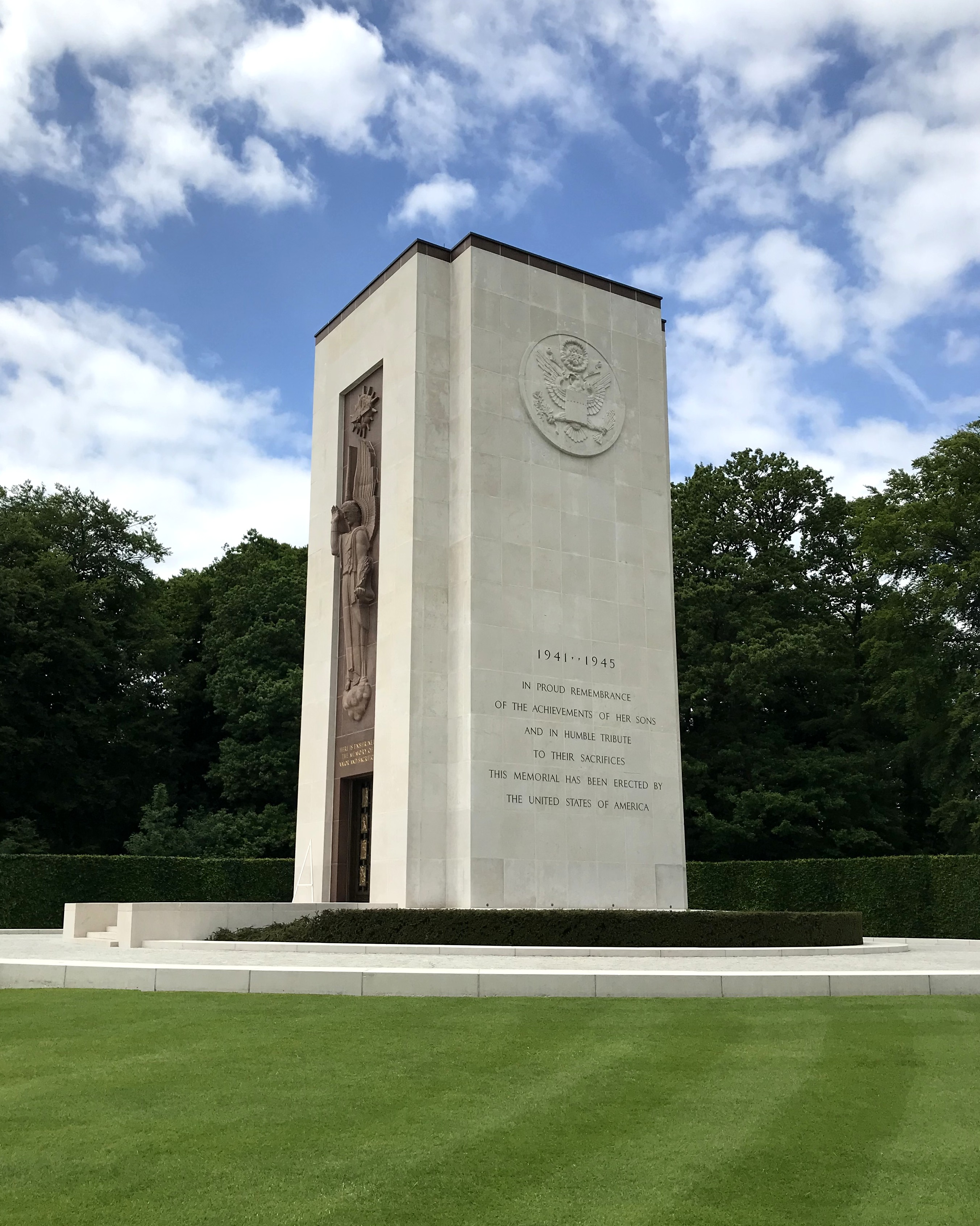
A temető kápolnája
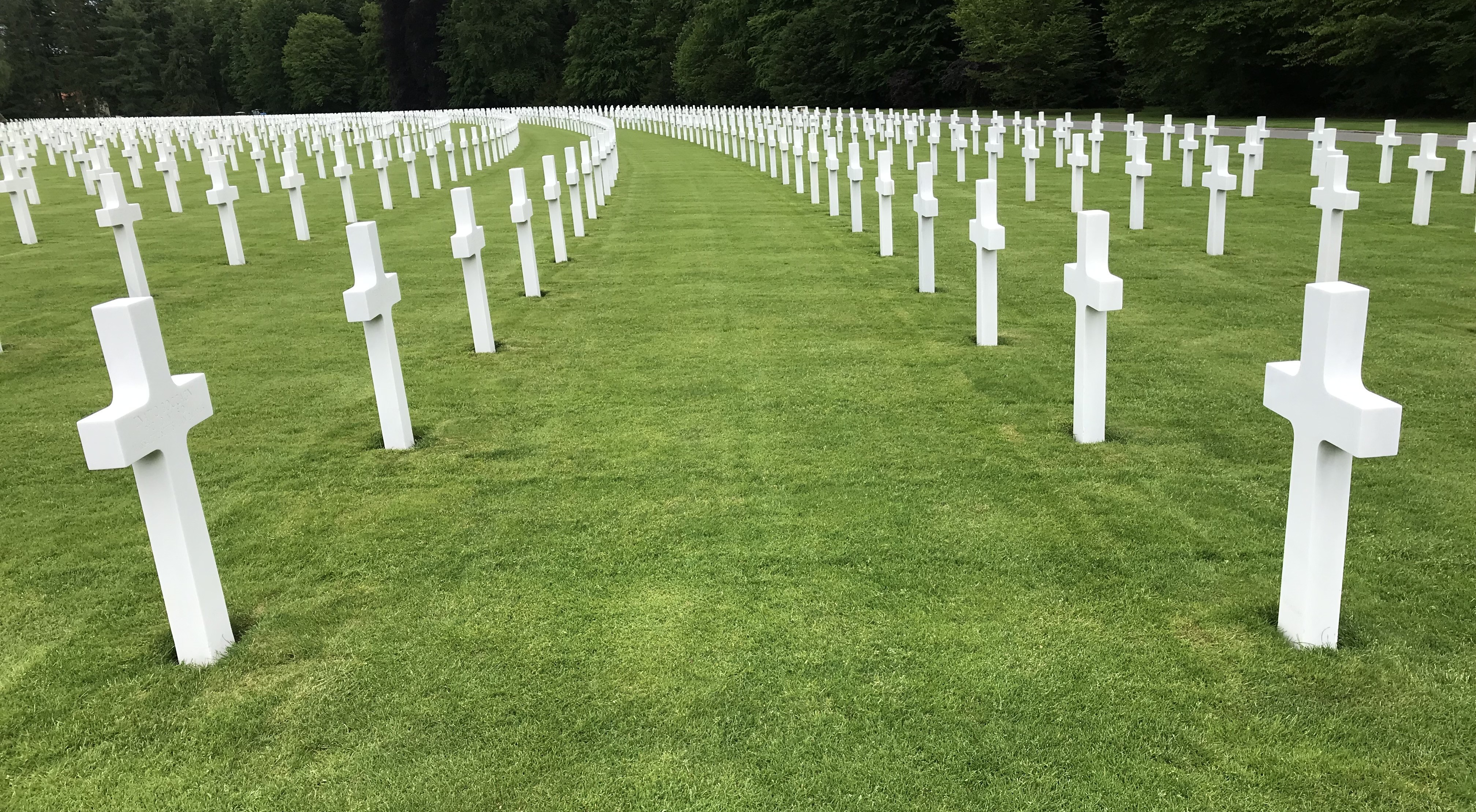
Keresztek sora
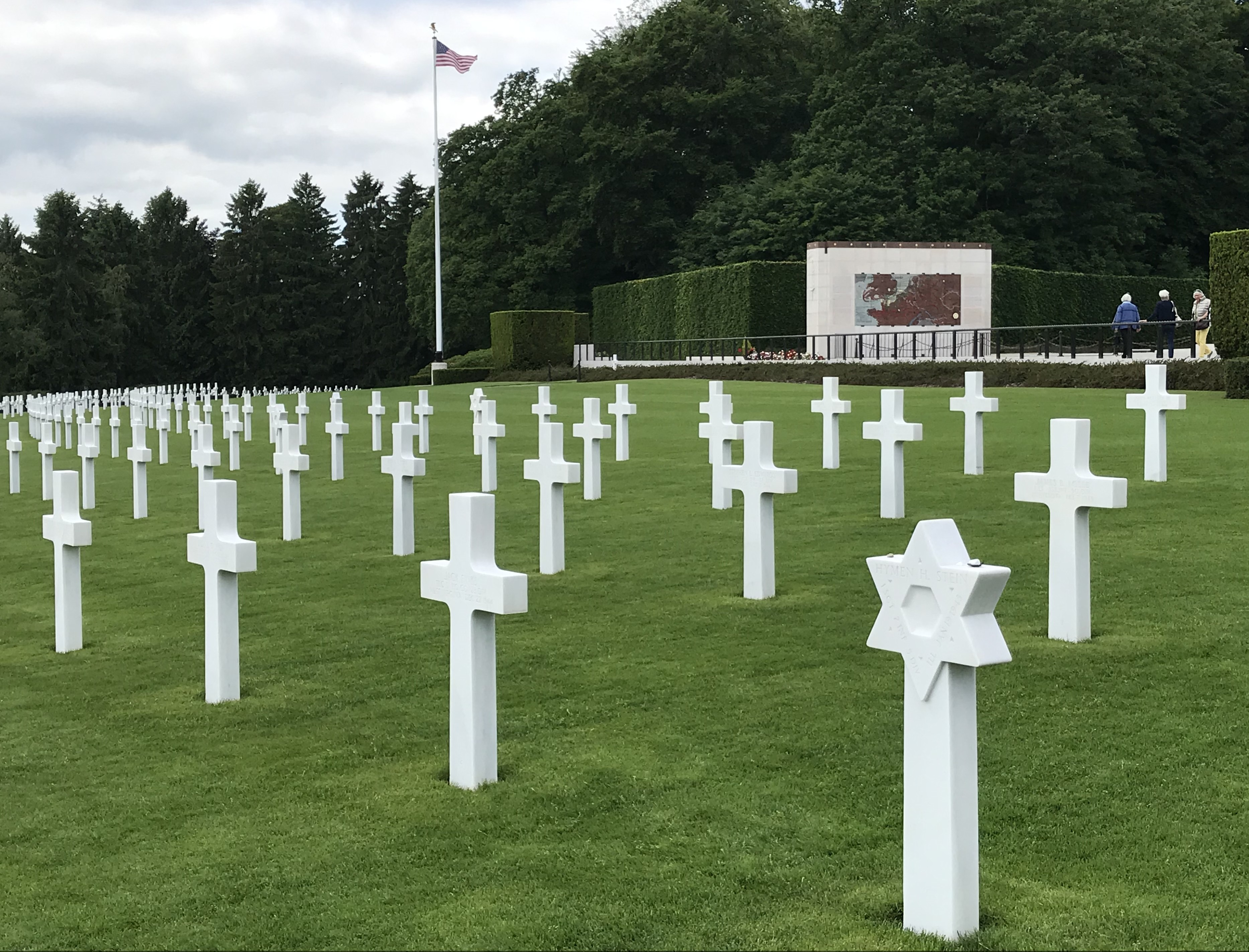
Előtérben egy izraelita fejfa
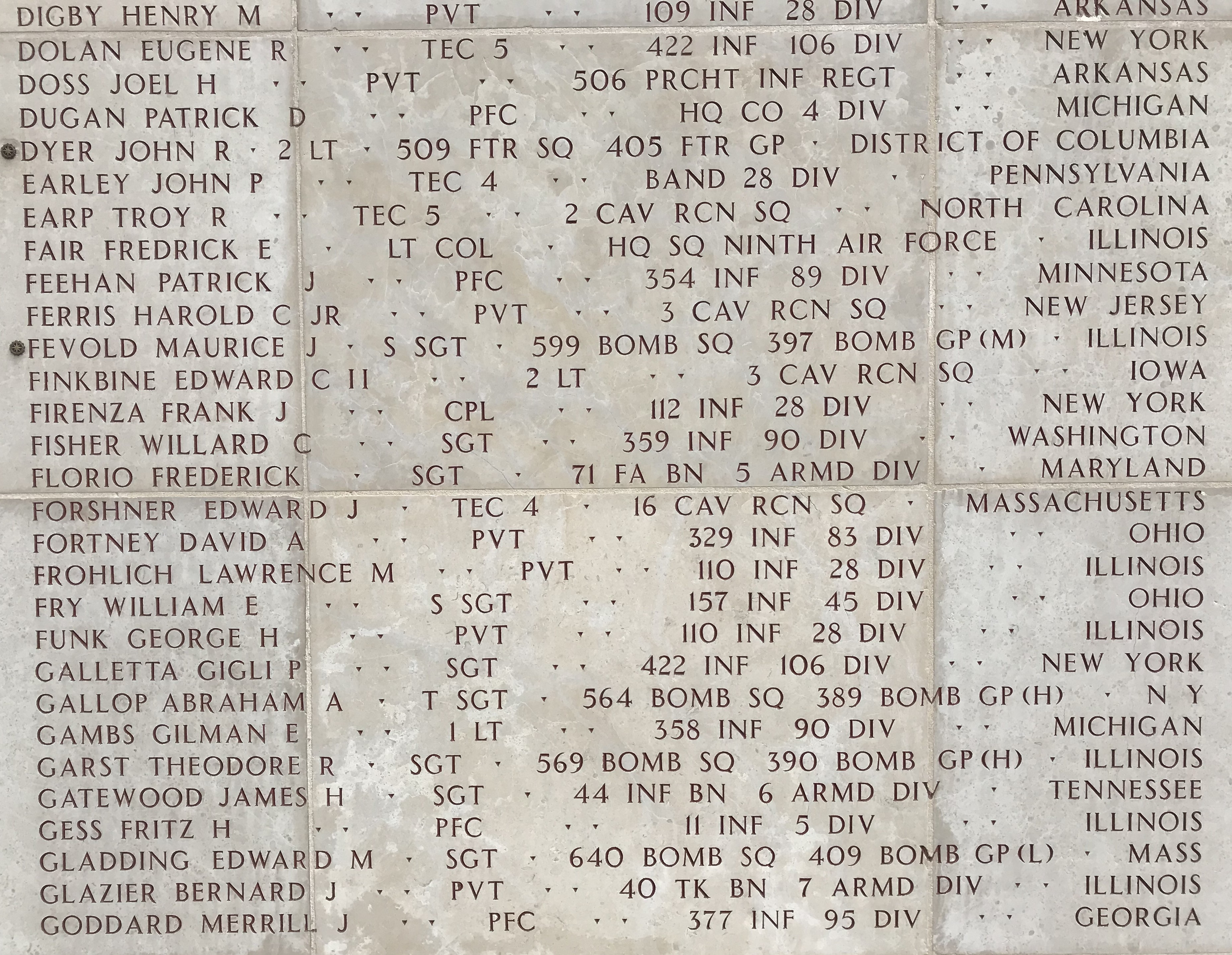
Az eltűntek fala